# Торони
Торо̀ни (на гръцки: Τορώνη, старогръцко произношение Тороне) е курортно селище в Северна Гърция, разположено в югозападния край на полуостров Ситония. Селото е наследник на голям античен град, един от най-важните халкидически градове в Античността. Днешното селище е част от дем Ситония на област Централна Македония и според преброяването от 2001 година има 233 жители.

## История
Според гръцката митология Тороне е жена на Протей, син на Посейдон. В района има следи от праисторически неолитни селища на третото хилядолетие пр. Хр. Вероятно около VIII век пр. Хр. халкидски колонисти основават Тороне и поради стратегическото си местоположение и богатите ресурси градът става един от най-значимите на полуострова, като дава името си на залива между полуостровите Палене и Ситония. Градът сече собствени монети. По време на Гръко-персийските войни е съюзник на персите, които в знак на благодарност в 479 година дават Олинт на местния владетел Критобул. По-късно Тороне влиза в Атинския морски съюз и плаща една от най-големите такси – 12 атически таланта, което е знак за просперитета на града. При избухването на Пелопонеската война, атиняните, страхувайки се от въстание, разполагат в града гарнизон, но не успяват да спрат спартанския военачалник Бразид, който с изненадваща нощна атака превзема града и в 423 година постига споразумение с торонците. Той се опитва да увеличи стените на града, за да могат да обхващат и предградието (Проастио) и заминава за атака на Амфиполис. Атиняните начело с Никий успяват да си върнат града, тъкмо преди пристигането на Бразид, който е само на два километра.
След края на войната Торони става член на Халкидския съюз, който включва повечето от градовете на полуострова. В 348 г. пр. Хр. лигата е унищожена от Филип II Македонски и Тороне става част от Македония. В 168 г. пр. Хр. е завладян от римляните и градът запада, но не прекратява съществуването си, което е видно по пристанищната крепост Ликитос (Λήκυθος), възстановена по византийско време. По византийско време в района има метоси на светогорските манастири. Градът е титулярна епископия на Римокатолическата църква. Мястото на града продължава да бъде обитавано до XVII век, когато е напуснато и населението се премества около километър на север от античния град. Стените му и другите постройки са разрушени от османците в 1903 година, за да използват гранитните камъни за покриване на някои от главните пътища в Цариград и Солун.